# Oddelek za slavistiko, Filozofska fakulteta v Ljubljani
Oddelek za slavistiko je eden od enaindvajsetih oddelkov Filozofske fakultete Univerze v Ljubljani. Glavni cilj njegovega delovanja je študentom zagotoviti potrebna znanja s področja slovanskih jezikov, književnosti in kultur. Zgodovina oddelka sega do leta 1919, ko je bil ob nastanku Univerze v Ljubljani ustanovljen Seminar za slovansko filologijo.
Na Oddelku za slavistiko se izvaja študij slovanskih jezikov in kultur na treh bolonjskih stopnjah v okviru dvopredmetnih študijskih programov v kombinaciji z ostalimi študijskimi smermi FF, nadaljevanje študija je možno tudi na tretji, doktorski stopnji.

## Zgodovina
Oddelek za slavistiko deluje na Filozofski fakulteti od študijskega leta 2002/2003. Ob razdružitvi Oddelka za slovanske jezike in književnosti delujeta nova samostojna oddelka, Oddelek za slavistiko in Oddelek za slovenistiko. Ohranjenih je nekaj skupnih organizacijskih oblik delovanja (knjižnica, pisarna, predstojniška soba, predavalnice). Oddelek za slavistiko je ohranil vse dotedanje oblike poučevanja in preučevanja slovanskih jezikov in književnosti ter primerjalnega slovanskega jezikoslovja. Oddelek se je poleg tega ustanovil tri nove katedre za zahodnoslovanske jezike in književnosti, in sicer češčine, poljščine in slovaščine.

## Študijski programi in organiziranost

### Dodiplomski študij (1. stopnja)
- Češki jezik in književnost – diplomanti in diplomantke prvostopenjskega dvopredmetnega univerzitetnega študijskega programa Češki jezik in književnost pridobijo znanja in medkulturne jezikovne zmožnosti, ki po mednarodnih standardih veljajo kot temeljne za profil dvopredmetnega diplomanta/diplomantke češkega jezika in književnosti (UN). Študente in študentke opremi s temeljitim poznavanjem češkega jezika ter poglobljenim pregledom češke književnosti in kulture v njenem razvoju in povezavi z geografskim območjem uporabe češčine.
- Južnoslovanski študiji – študentje dvopredmetnega študijskega programa Južnoslovanski študiji pridobijo visoke jezikovne, literarne, kulturne in kontrastivne besedilne kompetence v hrvaščini in srbščini, bosanščini, črnogorščini ter makedonščini, deloma pa tudi v bolgarščini. To pomeni, da so po končanem študiju sposobni kompetentno pisno in ustno komunicirati v teh jezikih ter, da dobro poznajo njihove književnosti, kulturo in družbo.
- Polonistika – prvostopenjski univerzitetni dvopredmetni študijski program Polonistika daje diplomantom/diplomantkam zmožnosti medkulturnega jezikovnega posredovanja, zagotavlja jim znanja, ki po uveljavljenih mednarodnih standardih veljajo kot temeljna za profil diplomiranega/diplomirane polonista/polonistke in ga/jo usposabljajo za funkcionalno uporabo znanj s področja poljskega jezika, književnosti, kulture, zgodovine in njune vloge v srednjeevropskem prostoru.
- Primerjalno slovansko jezikoslovje – cilj prvostopenjskega univerzitetnega dvopredmetnega študijskega programa Primerjalno slovansko jezikoslovje je ponuditi širok in raznolik študijski program, ki bo študentom/študentkam omogočil, da bodo slovanski svet in slovenstvo znotraj njega razumeli kot pomemben del evropskega kulturnega prostora ter ga znali umestiti v evropsko kulturno stvarnost tako iz zgodovinske kot tudi iz sodobne perspektive.
- Rusistika – prvostopenjski univerzitetni dvopredmetni študijski program Rusistika je zasnovan interdisciplinarno, njegov temelji cilj pa je zagotavljati diplomantom teoretične in strokovne osnove za učinkovito in sistematično reševanje konkretnih strokovnih problemov, uvesti diplomante v osnove raziskovanja ter jim hkrati omogočiti poglabljanje pridobljenega znanja na drugi stopnji.
- Slovakistika – diplomanti in diplomantke prvostopenjskega dvopredmetnega univerzitetnega študijskega programa Slovakistika pridobijo splošne jezikovne, literarne in kulturne besedilne kompetence v slovaščini in dodatne kompetence pri obveznem drugem slovanskem jeziku (češki, poljski, ruski jezik, ...). S tem programom dosežejo funkcionalen ter širok nabor znanja in kompetenc s področja slovaškega jezika, književnosti, kulture in zgodovine s poudarkom na njihovi vlogi v širšem srednjeevropskem prostoru.

### Magistrski študij (2. stopnja)
- Magistrski študij Češki jezik in književnost (dvopredmetna smer in dvopredmetna pedagoška smer) – drugostopenjski študijski program Češki jezik in književnost omogoča pridobitev poglobljenega znanja, usposobljenosti ali zmožnosti, ki ustrezajo splošnim oz. predmetno specifičnim kompetencam magistra/-ice češkega jezika in književnosti. Diplomanti programa češki jezik in književnost si pridobijo široko in temeljno humanistično izobrazbo tako na teoretični kot uporabni ravni ter poglobljeno znanje na področju češke zgodovine, književnosti, kulture in specifična filološka znanja na jezikovnem področju. Program usposablja za zahtevne ustvarjalne naloge in potrebe, predvsem pa za samostojno delo na področju raziskovanja, prevajanja, literarne in znanstvene kritike, interdisciplinarnih povezav v širšem medkulturnem prostoru.
- Magistrski študij Južnoslovanski študiji (dvopredmetna smer in dvopredmetna pedagoška smer) – temeljni cilj študijskega programa je, da diplomantke in diplomanti pridobijo kompetence za znanstvenoraziskovalno in strokovno delo na področju kulture in diplomacije (prevajalec, urednik lektor, samostojni referent, strokovni in poslovni tajnik, turistični delavec …), gospodarstva (zunanja trgovina) in javne uprave oz. za opravljanje poklicev, ki predvidevajo na ustreznem področju široko razgledane strokovnjake.
- Magistrski študij Polonistika (dvopredmetna smer in dvopredmetna pedagoška smer) – drugostopenjski program Polonistika je zasnovan kot nadgradnja prvostopenjskega programa. Z drugostopenjskim programom si diplomanti polonistike pridobijo široko in temeljno humanistično izobrazbo tako na teoretični kot uporabni ravni ter poglobljeno znanje na področju poljske zgodovine, književnosti, kulture in specifična filološka znanja na jezikovnem področju. Program usposablja za zahtevne ustvarjalne naloge in potrebe, predvsem pa za samostojno delo na področju raziskovanja, prevajanja, literarne in znanstvene kritike in interdisciplinarnih povezav v širšem medkulturnem prostoru.
- Magistrski študij Rusistika (dvopredmetna smer in dvopredmetna pedagoška smer) – temeljni cilj študijskega programa je, da diplomantke in diplomanti pridobijo kompetence za znanstvenoraziskovalno in strokovno delo na področju javne uprave, gospodarstva (zunanja trgovina), kulture in diplomacije (samostojni referent, strokovni in poslovni tajnik, prevajalec, urednik, lektor, turistični delavec …) oz. za opravljanje poklicev, ki predvidevajo na ustreznem področju široko razgledane strokovnjake. Magistrski pedagoški dvopredmetni študijski program Rusistika usposablja visoko kvalificirane profesorice oz. profesorje ruščine, ki so sposobni kompetentno pisno in ustno komunicirati v ruskem jeziku ter vzpostavljati komunikacijo med pripadniki različnih kultur in jezikov, obenem pa so sposobni prenašati pridobljeno znanje naprej, in sicer tako s področja jezikoslovja in literature, kot tudi s področja kulture in širšega družbenega življenja.
- Magistrski študij Slovakistika (dvopredmetna smer in dvopredmetna pedagoška smer) – namenjen je predvsem diplomantom slavistike in slovenistike ter drugim knjižno-jezikovnim smerem na filozofskih ali pedagoških fakultetah slovenskih in drugih univerz. Drugostopenjski magistrski programi usposabljajo za kompleksnejše in zahtevnejše naloge in potrebe na splošnem humanističnem področju. Diplomanti in diplomantke drugostopenjskega magistrskega študijskega programa Slovakistika pridobijo znanja in medkulturne jezikovne zmožnosti, ki po mednarodnih standardih ustrezajo profilu magistra/ice slovakistike.

### Interdisciplinarni doktorski študijski program Humanistika in družboslovje; smer: Slavistični študiji
- Namen študija je raziskovanje in razumevanje razvojnega loka in teoretičnega ozadja filoloških ved v slavističnem svetu; pridobivanje potrebnih znanj in sposobnosti za raziskovalno in pedagoško delo, spoznavanje njegove vpetosti v vsakokratno družbeno dogajanje, v obstoječe razmere in s tem omogočanje kompetentnega razvoja slavističnega komparativnega in raziskovalnega dela v slovenskem prostoru oz. spoznavanje zgodovine filoloških ved v slovanskih deželah (poseben poudarek na spletu lingvističnih in literarnovednih metodologij, ki ustvarjajo podstat sodobnemu kulturološkemu proučevanju); seznanitev z glavnimi vrstami teoretičnih vidikov jezikoslovnega raziskovanja in jezikovnih sprememb, njihovimi vzroki in mehanizmi; razvijanje sposobnosti za vrednotenje jezikovnih pojavov v soodvisnosti s kognitivnimi procesi in socialnimi spremembami; sposobnost ugotavljanja, razvrščanja, utemeljevanja, vrednotenja in uporabe določne znanstvene teorije; spoznavanje kontinuitete v razvoju metodologij kot temelj kontrastivno-primerjalnemu uvidu v razumevanje specifike kulturnega in literarnega razvoja pri različnih slovanskih narodih; pridobivanje vpogleda v medsebojna vplivanja in prevzemanja v slovanskih književnostih; pridobivanje sposobnosti ocenjevanja ustreznosti metodološkega pristopa glede na predvidene cilje raziskovalnega procesa; razumevanje razmerja med filozofijo in literarno vedo v zgodovinski perspektivi.
- Študij je preplet obveznih slavističnih jezikoslovnih, literarnozgodovinskih in literarnoteoretičnih kulturoloških predmetov ter vrste izbirnih vsebin, ki omogočajo večplastno in večjezikovno ali večliterarno perspektivo in percepcijo določenih razvojnih obdobij in pojavov v slovanskem svetu, je v tesni povezavi s slovenističnimi in drugimi nacionalnimi študiji ter vsebuje Stran 33 od 61 Interdisciplinarni doktorski študijski program Humanistika in družboslovje, študijsko leto 2023/2024 analitične prvine medjezikovne, medliterarne in medkulturne komunikacije. Zastavljen je tako, da ni namenjen le študiju slavistov in komparativistov, usposabljanju znanstvenih, pedagoških in raziskovalnih kadrov, ki bodo omogočili nadaljnji razvoj uglednih slavističnih študijev na Slovenskem, in njihovi primerljivosti ter kompatibilnosti s slavističnimi študiji v tujini, temveč tudi tistim, ki se s slavističnimi temami srečujejo ali ukvarjajo ob drugih dejavnostih, na področju umetnosti, medkulturnih stikov ali na širšem področju kulture, politike in gospodarstva.
- Doktorski študij na področju Slavistični študiji je zasnovan kot poglobitev in nadgradnja drugostopenjskih magistrskih študijev primerjalno slovansko jezikoslovje, južnoslovanski študiji, češki jezik in književnost, polonistika, slovakistika, in rusistika. Njegov cilj je oblikovanje vrhunsko usposobljenih znanstvenikov raziskovalcev in pedagoških delavcev, usposobljenih za mednarodno primerljivo raziskovanje aktualnih teoretskih in praktičnih problemov na področju Slavistični študiji.

## Predstojniki
- 2002–2003 Vladimir Osolnik
- 2003–2008 Aleksandra Derganc
- 2008–2014 Nikolaj Jež
- 2014–2018 Namita Subiotto
- 2018–2020 Đurđa Strsoglavec
- 2020–2022 Špela Sevšek Šramel
- Od 2022 Namita Subiotto

## Knjižnica
Knjižnica, ki je skupna za študente in raziskovalce oddelka za slovenistiko in oddelka za slavistiko, naroča, obdeluje in hrani gradivo (monografije, serijske publikacije in neknjižno gradivo) s področja zahodno-(poljščina, češčina, slovaščina, lužiška srbščina), vzhodno-(ruščina, ukrajinščina, beloruščina) in južnoslovanskih (slovenščina, hrvaščina, srbščina, bosanščina, črnogorščina, makedonščina, bolgarščina) jezikov in književnosti. Vsebuje tudi večje število publikacij s področij, ki so interdisciplinarno povezana s pedagoškim in raziskovalnim delom na obeh oddelkih. Uporabniki nimajo prostega dostopa do gradiva, ker je le to shranjeno v skladišču ter razporejeno po strokovnih skupinah, označenih z okrajšavami latinskih nazivov, znotraj teh skupin pa postavljeno po tekočih številkah. Uporabnikom sta na voljo klasični listkovni in računalniški katalog (COBBISS/OPAC). Redko in dragoceno gradivo, enciklopedije, slovarje in periodiko uporabniki lahko pregledujejo le v prostorih knjižnice ali skupni čitalnici (klet 015), enako velja tudi za posebno gradivo (diplomske naloge, magisterije in doktorate). [2] Čeprav si knjižnica prizadeva, da bi hranila vse gradivo na enem mestu, to zaradi prostorske stiske ni mogoče. Dodatne prostore ima v oddaljenem depoju na Karlovški, vendar pa se zaposlene v knjižnici trudijo, da uporabnik tudi gradivo, ki je hranjeno tam dobi čim prej.
Nastanek knjižnice Oddelka za slovenistiko in Oddelka za slavistiko oziroma knjižnice takratnega seminarja za slovansko filologijo je tesno povezan z ustanovitvijo ljubljanske univerze leta 1919. Nakup knjižnice graškega profesorja slovanske filologije Gregorja Kreka in občasni darovi raznih profesorjev (Pleteršnik, Nahtigal, Ramovš, Kidrič idr.) ter volila (Slovenska matica, ljubljanski župan Ivan Hribar idr.) so omogočili delo seminarja in s tem tudi oddelčne knjižnice. Prve knjige je katalogiziral Avgust Pirjevec, ki je kasneje deloval v državni licejski knjižnici, za nji je bil za knjižničarja imenovan študent slavistike Rudolf Kolarič, po letu 1929 pa je njegovo delo nadaljeval asistent Zvonko A. Bizjak. Po drugi svetovni vojni je v njej delala cela vrsta mladih asistentov na Oddelku za slovanske jezike in književnosti. Leta 1954 je dobila svojo prvo bibliotekarko, Irmo Maričič (Ožbolt). Za njo je knjižnico do konca leta 1996 vodil Marko Kranjec. Danes je knjižnici zaposlenih pet bibliotekark z ustrezno strokovno izobrazbo.
Poleg teh osnovnih nalog je knjižnica informacijsko središče za vse, ki se ukvarjajo s področja slovanske filologije, informacijsko opismenjuje uporabnike, omogoča dostop do elektronskih virov, posreduje bibliografske in druge informacijske storitve ter skrbi za bibliografije raziskovalcev na slovenistiki in slavistiki.

## Prireditve
Oddelek za slavistiko od leta 2009 prireja mednarodna Slavistična srečanja, posvečena aktualnim vprašanjem sodobnega slovanskega jezikoslovja in literarne vede, občasno pa organiziramo tudi druge znanstvene in strokovne posvete in okrogle mize.
Večina znanstvenih dognanj raziskovalcev Oddelka za slavistiko je javnosti najprej predstavljena v člankih v znanstvenih revijah. Nekatere med njimi nastajajo tudi ob sodelovanju oddelka ter pod okriljem Slavističnega društva Slovenije.
Ena najodmevnejših mednarodnih prireditev ljubljanske slavistike je bil Svetovni slavistični kongres. Potekal je od 15. do 23. avgusta 2003, v Cankarjevem domu v Ljubljani. Pri kongresu je poleg Filozofske fakultete sodelovalo več znanstvenih ustanov, zlasti ZRC SAZU. Kongresa se je udeležilo več kot 800 slavistov iz 36 držav. Kot predsednica ga je vodila Alenka Šivic-Dular. Prireditev je dober teden zaznamovala znanstveni in kulturni utrip Ljubljane, spremne prireditve, knjižne razstave, okrogle mize ... Časopisne informacije in medijski odzivi pa so pokazali visoko raven, velik pomen in mednarodno odzivnost slovenske slavistične in slovenistične stroke.

## Študentska skupnost
Na oddelku potekajo tudi številne obštudijske dejavnosti (literarni in filmski večeri, delavnice prevajanja in podnaslavljanja, brucovanje, druženje pred božično-novoletnimi prazniki, Slovanski večer ob koncu študijskega leta). Redno organizirajo strokovne eno- ali večdnevne ekskurzije za študente, ki prinašajo poglobitev znanja in nove izkušnje. Za študente je na razpolago pester nabor mobilnosti v okviru mednarodnih programov.

## Sodelovanje z okoljem
Oddelek za slavistiko FF UL redno sodeluje na najrazličnejših prireditvah s številnimi domačini in tujimi institucijami, kot so veleposlaništva, knjižnice, galerije itn. Strokovnjaki svoja znanja prenašajo v širše okolje v medijskih obravnavah tem s področja slovanskih kultur, pri prevajalskih projektih, razstavah, posvetih. Srednjim šolam ponuja nabor predavanj in delavnic, ki jih izvajajo člani in članice Oddelka za slavistiko v okviru kulturnih dnevov, tematskih projetov ali pa rednega pouka.

## Slovanska bralna značka
Od akademskega leta 2021/2022 na oddelku redno potekajo tudi srečanja s pogovori o knjigah z naslovom Slovanska bralna značka. Delavnice in pogovori so namenjeni tako dijakinjam in dijakom oz. študentkam in študentom kot širši javnosti. Cilj bralnih srečanj je spodbuditi širšo kulturno ozaveščenost o slovanskih jezikih, književnostih in kulturah in s pomočjo kakovostnega izbora del slovanskih literatur razvijati bralno sposobnost.